# Phyllanthus scopulorum
Phyllanthus scopulorum là một loài thực vật có hoa trong họ Diệp hạ châu. Loài này được (Britton) Urb. miêu tả khoa học đầu tiên năm 1924.